# Заїкин В'ячеслав Михайлович
Заїкин В'ячеслав Михайлович (1896, Вовчанськ — 27 липня 1941, Чернігів) — український історик-правознавець, автор праць з історії української державності й історії Церкви в Україні.

## Біографія
Народився у місті Вовчанську Харківської губернії. Коли хлопцю було 6 років, помер його батько, юрист Михайло Заїкин, мати Олександра переїхала із сином до Харкова. Там він закінчив Третю харківську гімназію. З гімназійних часів друкувався в газетах. 1918 року закінчив Харківський університет за фахом юриста. Після того залишився на історично-філологічному факультеті університету як професорський стипендіат. Незабаром підготував дисертацію «З'єднання України з Московською державою у 1654 році», проте захистити її не встиг. 1920 року, рятуючись від більшовиків, мати і син Заїкини виїхали на Кубань. Вони жили у Краснодарі, відтак у Новочеркаську та Ростові-на-Дону, де В'ячеслав викладав у Донському педагогічному інституті.
1922 року Заїкин отримав запрошення працювати на кафедрі історії української культури при Харківському інституті народної освіти (колишньому університеті) і разом із матір'ю повернувся до Харкова. Але за деякий час до Харківського ДПУ надійшов донос на Заїкина зі звинуваченням його у «контрреволюційності». Тож В'ячеслав і Олександра Заїкини вирушили з Харкова на захід, 1 липня нелегально перетнули польсько-радянський кордон і невдовзі дісталися Варшави. Там Заїкин тривалий час не міг знайти роботи і лише восени 1923 влаштувався викладати російську мову та історію у старших класах приватної російської гімназії Голубовського. Проте вже наступного року він утратив цю працю, оскільки у своїй публічній промові «Пушкін як світовий поет» назвав гетьманів Івана Мазепу та Пилипа Орлика великими українськими патріотами.
З 1923 року почав співпрацювати з Українським центральним комітетом. Від 1926 року Заїкин викладав історію Церкви та латинську мову на Студіумі православного богослов'я Варшавського університету. 1931 року переїхав до Львова. У Львові Заїкин написав добру половину своїх праць, здебільшого це були розлогі рецензії на прочитані книжки, багато з них під псевдонімами та криптонімами: В. З., В. Максимович, В. Миропільський, Т. Б., Л. К., Z тощо. Серед виданих у Львові праць Заїкина вирізняється «Систематизація історії української філософії» (1931). У 1934—1936 роках — постійний дописувач газети «Слово». 1937 року обійняв посаду наукового співробітника інституту соціальної та економічної історії Львівського університету.
Після окупації Львова Червоною армією 22 вересня 1939 року Заїкин викладав російську мову у 15-й міській середній школі та у Політехніці. А 22 березня 1940 року чекісти заарештували професора Заїкина за звинуваченням за статтями 54-10 і 54-13 Кримінального кодексу УРСР («антирадянська пропаганда та агітація» та «активна діяльність проти революційного руху при цараті та під час громадянської війни»). За припущенням Омеляна Пріцака, однією зі справжніх причин арешту В'ячеслава Заїкина могла бути політична діяльність його дружини Ернестини Подґоріцер — активістки троцькістського осередку у Львові. Зі Львова науковець був вивезений до Києва, де 4 липня 1941 року воєнний трибунал військ НКВС Київської області за статтею 54-2 («збройне повстання») засудив його до страти. З огляду на стрімкий відступ Червоної армії на схід енкаведисти перевезли 45-річного В'ячеслава Заїкина до Чернігова і там 27 липня розстріляли.